# Ritchie
Ritchie je priimek več oseb:
- Dennis Ritchie, ameriški računalnikar
- John Simon Ritchie, bolj znan kot Sid Vicious, angleški punk glasbenik
- Josiah Ritchie, angleški tenisač
- Neil Ritchie, britanski general
- Walter Henry Dennison Ritchie, britanski general